# Eša Ligorio
Eša Ligorio   (Dubrovnik, 15 d'abril de 1933 - Belgrad, 2 d'abril de 2014) fou una nedadora croata, especialista en estil lliure, que va competir sota bandera iugoslava durant la dècada de 1950.
El 1954 fou la primera esportista iugoslava en guanyar una medalla en una competició internacional de natació. Al Campionat d'Europa de natació de Torí va guanyar la medalla de bronze en els 400 metres lliures, en finalitzar rere les hongareses Agata Sebö i Valéria Gyenge. Aquell any va rebre el premi a l'Atleta de l'Any per la revista Sportske novosti, aleshores el premi esportiu més important de Iugoslàvia.
Poc després es casà amb Radivoje Đurović, un home de negocis de Belgrad, i es va retirar.